# Eriksdal, Stockholm

Eriksdal är ett informellt område inom stadsdelen Södermalm i Stockholms innerstad.
Eriksdal omfattar området söder om Ringvägen mellan Eriksdalsskolan och Eriksdalsbadet. Eriksdalslunden ligger i områdets södra del vid Årstaviken. Namnet kommer från gården Eriksdal som låg ungefär där Eriksdalsbadet finns idag. På 1820-talet ägdes gården av Erik Almgren som förmodligen givit namn åt platsen. På 1880-talet köpte Stockholms stad området för utbyggnad av Eriksdals vattenverk.
Basområdet Eriksdal har  1 986 invånare år 2005. Bostadsbebyggelsen i området är huvudsakligen uppförd under 1930-talet i form av lamellhus, med viss sentida kompletteringsbebyggelse. Bland trettiotalshusen finns kvarteret Gräset ritat av Sven Markelius och Eriksdalsskolan ritat av Helge Zimdal och Nils Ahrbom. I området ligger även idrottsanläggningen Eriksdalshallen.

## Bilder

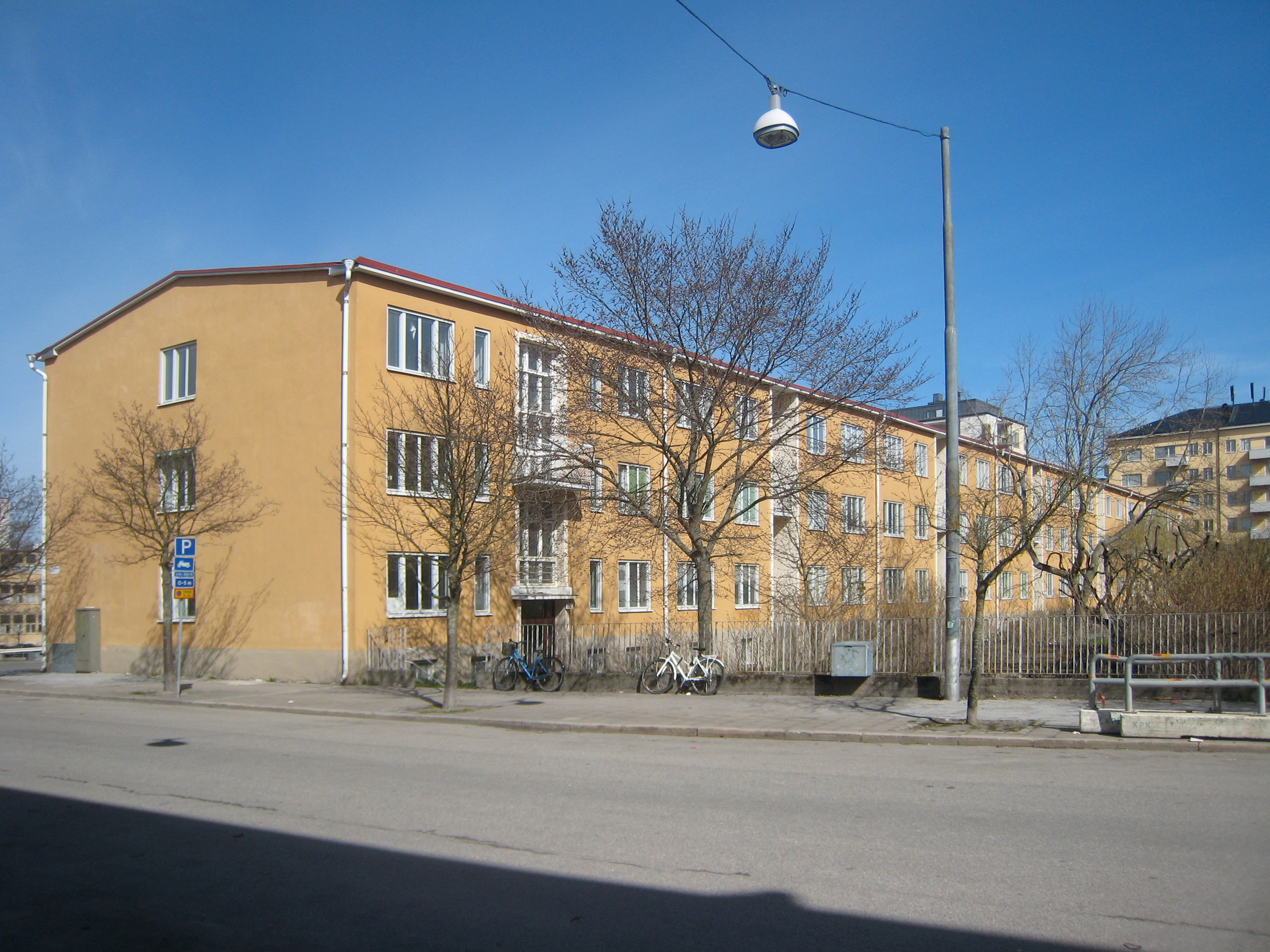
Eriksdalsgatan vid korsningen mot Vickegatan.
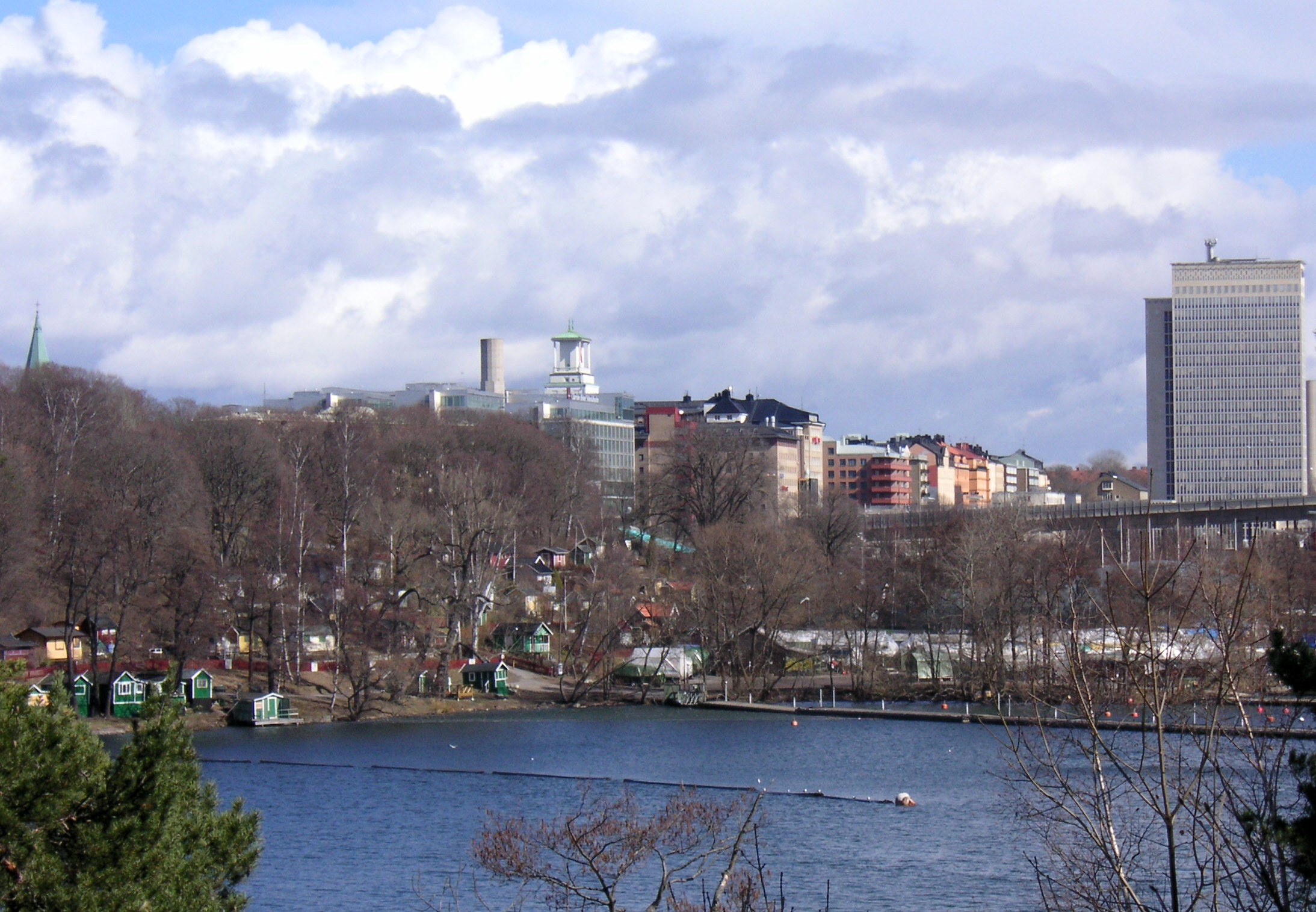
Eriksdalsområdet från Årsta skog, 2006.
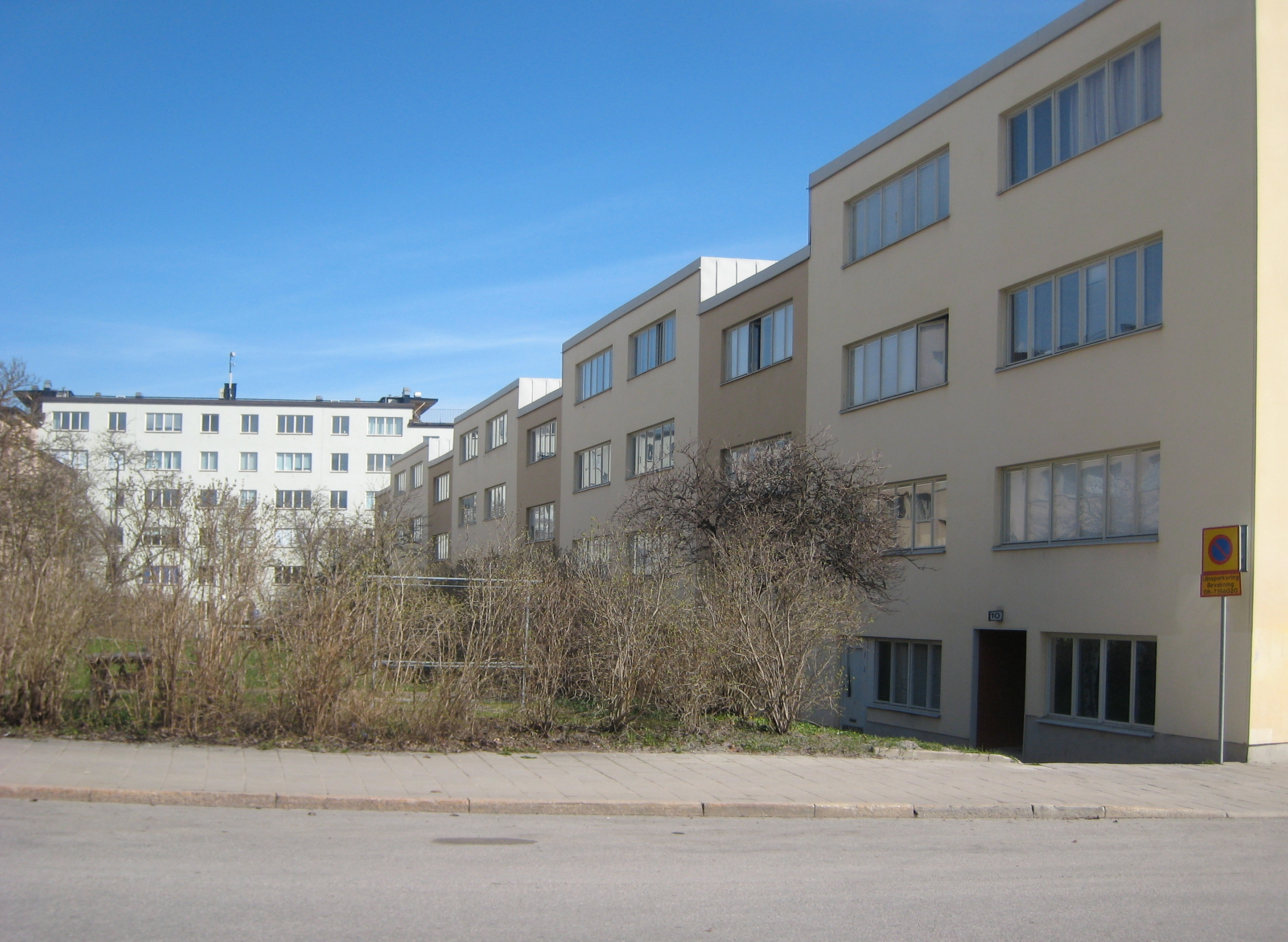
Kvarteret Gräset ritat av Sven Markelius.

## "Ryska smällen"

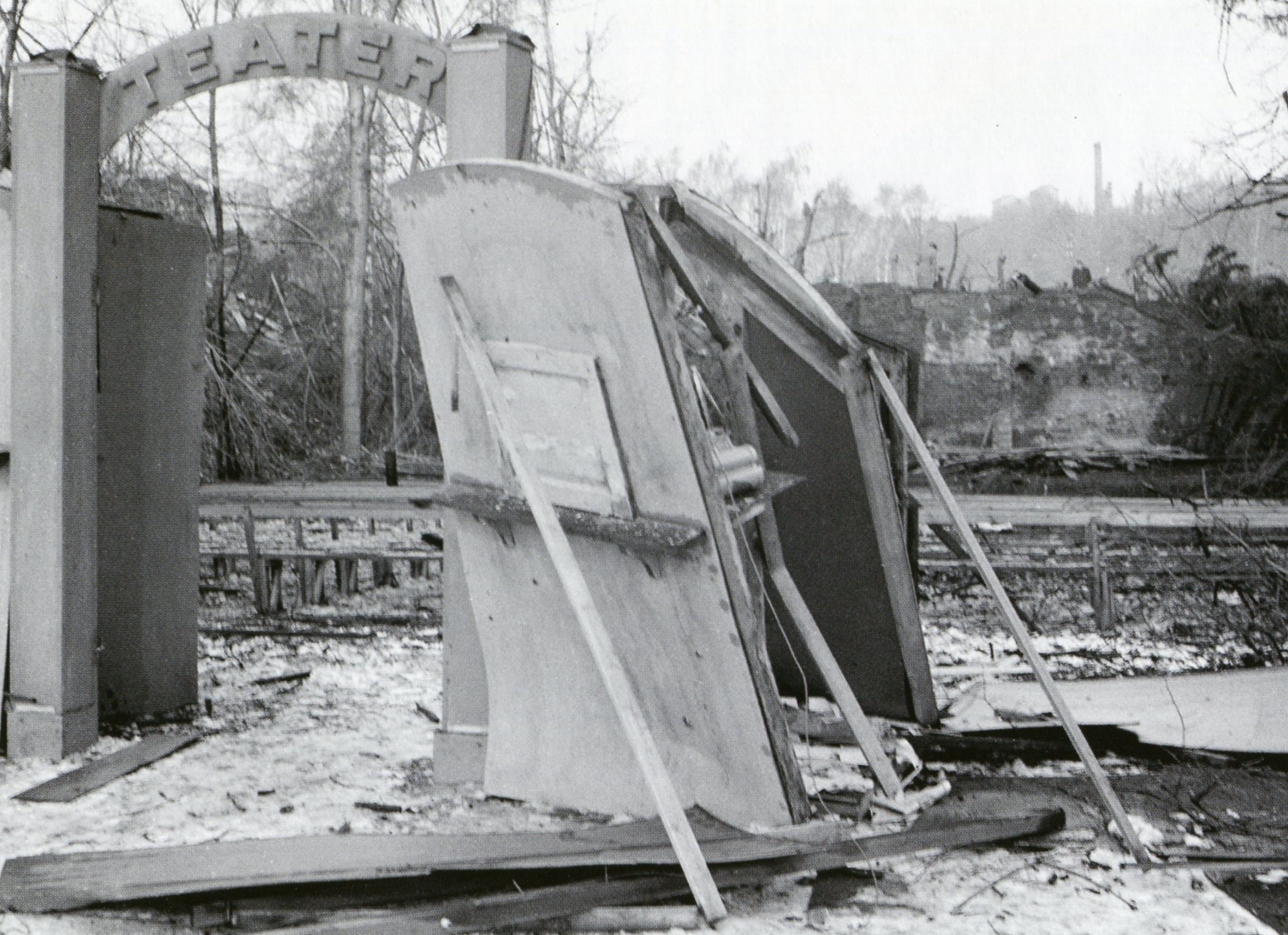
Eriksdalsteatern efter bombningen 1944.

Den 22 februari 1944 föll från ett sovjetiskt bombflyg tre bomber i området vid dagens Eriksdalsbadet. Två hamnade mitt i parken Eriksdalslunden; den tredje förstörde den nyuppförda Eriksdalsteatern vid Årstavikens vatten. Det föll även bomber på andra platser i södra Stockholm och i Strängnäs. 
Det blev inga skadade men fönsterrutor gick sönder och smällen hördes över stora delar av Stockholm. Hade bomberna fällts några sekunder senare hade de träffat det nyuppförda Södersjukhuset. Om bomberna "tappades" av misstag eller med avsikt är höljd i dunkel, men de utlöste i alla fall en förhöjd diplomatiskt aktivitet mellan Stockholm och Moskva. Det var enda gången som bomber föll över Stockholm under andra världskriget.